# Фердинанд Пијех
Фердинанд Пијех (Беч, 17. април 1937. у Бечу — 25. август 2019) био је од 16. априла 2002. предсједавајући надзорног одбора Фолксваген АГ.

## Биографија
Пијех је син Луизе, кћерке суоснивача Поршеа Фердинанда Поршеа, и бечког адвоката Антона Пијеха.
После машинског факултета на Државном техничком факултету (ETH - Eidgenössische Technische Hochschule) у Цириху, у свом дипломском раду, бавио се развојем мотора за формулу 1. Убрзо је почео каријеру код ујака Ферија Поршеа у Штутгарту, гдје недуго затим, постаје руководилац развојног одјељења и технички директор Поршеа.
Након породичног договора 1972. године, сви чланови породице били су дужни да се повуку са руководећих положаја. Пијех је основао сопствени конструкциони биро, кратко прије него што је постао директор за посебни технички развој код Аудија у Инголштату. Године 1975. постаје члан, а 1983. постаје и замјеник предсједавајућег пословодног одбора тог предузећа. Године 1988. Пијех постаје директор и творац многих брендова фирме, која од 1985. године носи назив Ауди АГ (Audi AG - Audi Aktiongeselschaft). Значајније иновације, остварене у његово вријеме су представљали погон на четири точка (Quattro) и TDI мотор.
Фердинанд Пијех је као насљедник Карла Хана (Carl Hahn) 1. јануара 1993. постао предсједник пословодног одбора Фолксвагена у Волфсбургу. У свој тим довео је баскијског менаџера Хосеа Игнасија Лопеза де Ариортуа (Jose Ignacio Lopez de Arriortua) из Џенерал моторса (General Motors). Његов програм штедње је краткорочно санирао финансијске проблеме предузећа, али је заузврат погоршао квалитет продуката. Лопез је касније био осумњичен због индустријске шпијунаже и 1996. напушта Фолксваген.
Под његовим вођством Фолксваген је изградио премијум бренд Ауди као и Сеат и Шкоду.
Пијех је важио за доброг стручњака, али и за тешког саговорника у техничким питањима. Као сувласник Поршеа (13%) и Порше Холдинга, је веома богат. Има дванаесторо. или тринаесторо дјеце из четири везе. Између осталог, живио је дванаест година са Марленом Порше, касније разведеном супругом његовог рођака Герда Поршеа Један је од мало јавних личности из њемачког говорног подручја, које су јавно признале да болују од легастеније (дислексије). Од 1984. године је почасни доктор Техничког Универзитета у Бечу и од 1999. Државног Техничког Факултету у Цириху. Године 1999. је постао почасни грађанин града Цвикау у Саксонији и 2002. Волфсбурга у Доњој Саксонији.

## Сукоб интереса
Породице Порше и Пијех фактички контролишу произвођача спортских аутомобила Порше и Фердинанд Пијех посједује 13,16% дионица.
Он није само предсједник надзорног одбора Фолксвагена и члан истог одбора у Поршеу, него и са 10% дионица и сувласник и предсједник надзорног одбора Порше Холдинга из Салцбурга, која је између осталих и генерални заступник брендова Фолксвагена за Аустрију и источну Европу.